# Dromolaxia
Dromolaxia (griechisch Δρομολαξιά) ist ein Ort im Bezirk Larnaka im Südosten von Zypern. Im Jahr 2011 hatte er 5064 Einwohner. Neben dem Ort Meneou ist Dromolaxia einer der beiden Ortsteile der Stadtgemeinde Dromolaxia–Meneou, die im November 2011 durch Zusammenschluss der einst eigenständigen Gemeinden gegründet wurde.

## Lage

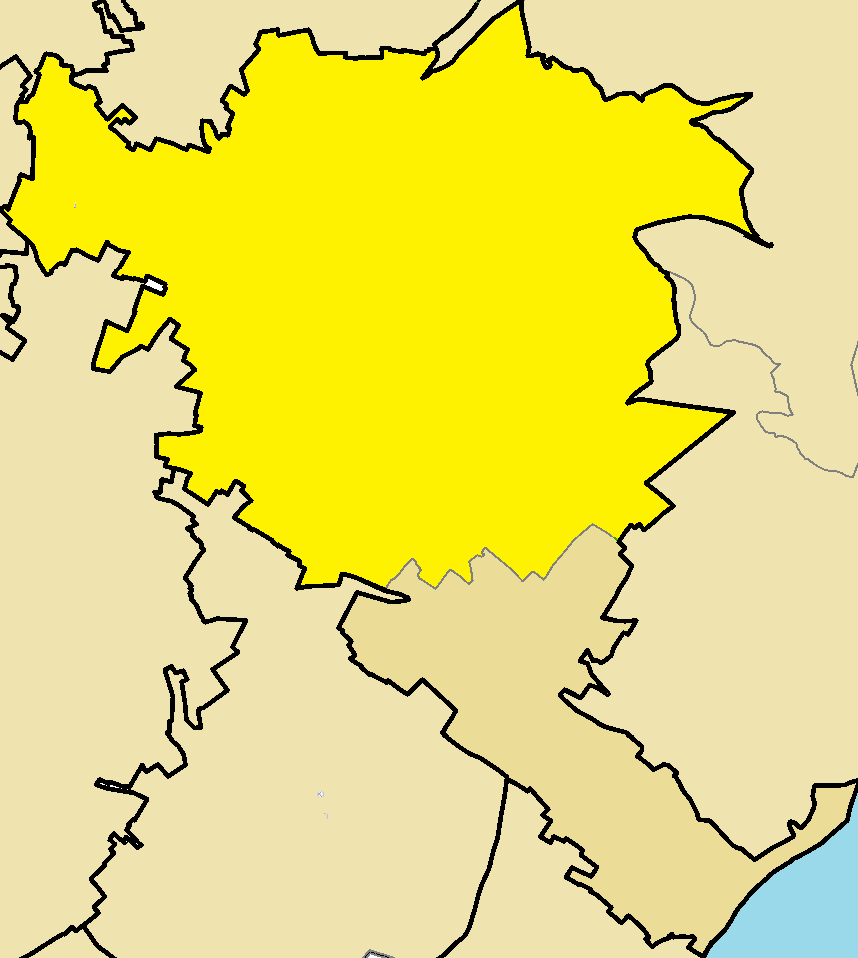
Lage in der Gemeinde Dromolaxia–Meneou

Dromolaxia liegt westlich der Stadt Larnaka, unweit des wichtigsten Flughafens der Insel, dem Flughafen Larnaka. Der Ort ist über die Autobahn 3 und die Hauptstraße B4 an den überregionalen Straßenverkehr Zyperns angeschlossen.